# 總有出頭天 (香港電台電視劇)
《總有出頭天》是香港電台電視部、發展局與建造業議會聯合攝作的劇集，於2014年1月至2月播出，合共7集，每集約25分鐘。劇集於2014年1月13日起首播，逢週一晚上八時三十分，在香港電台港台電視31頻道放映。
本輯戲劇共七集，以年青人加入建造業的故事為骨幹。當中包括了年輕人對建造業的理想，建造業的最新技術，及行業發展前景等，亦希望透過故事中不同角色的遭遇，增加社會對行業的認同感，從而改變建造業在年輕人心目中的誤解，瞭解到建造業有長遠發展機會。主要演員包括陳家樂、余香凝、蔡瀚億、黃智勇、陳穎欣@Super Girls、趙勁皓、唐寧、韋家雄等。
劇集並為港台電視31頻道之開台劇集，全劇採用高清拍攝。

## 每集主題
| 集數 | 播映日期      | 主題       | 助導 | 編導 | 導演 |
| 01   | 2014年1月13日 | 無畏無懼   |      |      |      |
| 02   | 2014年1月20日 | 美麗有罪？ |      |      |      |
| 03   | 2014年1月27日 | 天生我材   |      |      |      |
| 04   | 2014年2月3日  | 初生之犢   |      |      |      |
| 05   | 2014年2月10日 | 轉捩點     |      |      |      |
| 06   | 2014年2月17日 | 築動有情人 |      |      |      |
| 07   | 2014年2月24日 | 夢想花火   |      |      |      |

## 外部連結
- 香港電台特備網站 - 總有出頭天 （页面存档备份，存于）
- 香港電台節目網站 - 總有出頭天[永久]
- 香港電台Podcasts網站 - 總有出頭天 （页面存档备份，存于）
- 香港電台Podcasts網站 - 總有出頭天 (劇場版) （页面存档备份，存于）
- 總有出頭天Facebook官方網站 （页面存档备份，存于）